# Pipestone Quarry Village
Pipestone Quarry Village var den første by bygget af omaha- og ponca-indianerne, efter at de forlod Ohio River som et samlet folk generationer før.:115  Iowa-indianerne havde slået følgeskab med gruppen på den sidste del af folkevandringen, og de var med til at grundlægge byen og bebo den.:356  Byen har navn efter det nærtliggende indianske pibestensbrud i Pipestone County, Minnesota.:115  Byen er hverken historisk eller arkæologisk dokumenteret,:366  men den nævnes i ponca-indianernes traditionelle beretning om udvandringen fra Ohio River.:17 
Mens poncaerne/omahaerne holdt til i Pipestone Quarry Village, opdagede de egnens røde mineral vasket frem af regnvand i en dybt spor trampet af bisoner. De brød det let formbare materiale, da de opfattede fundet som et tegn til dem om at bruge det til en hellig pibe.:115 
Bekriget af yankton-siouxer og måske også andre siouxer opgav stammerne byen engang før 1714, og sammen søgte de efter et egnet sted til en ny by sydvestpå.:398 